# Sexualitat humana femenina

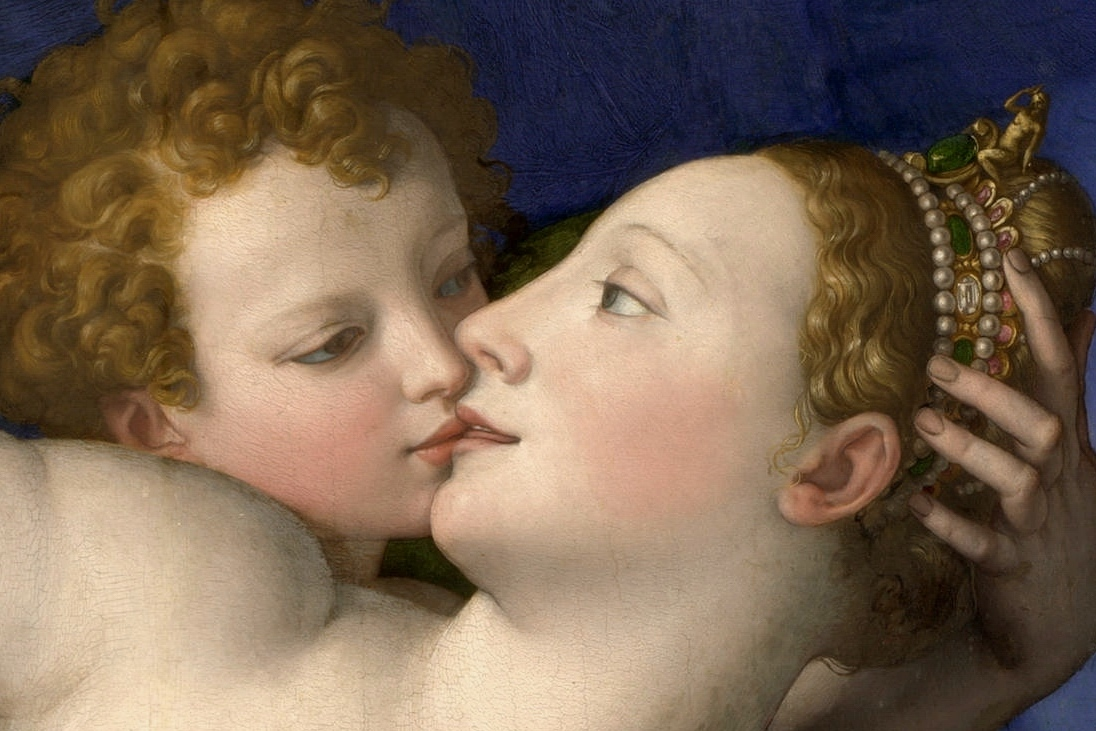
Detall de Venus i Cupido. El tema central de la pintura és l'erotisme o l'amor prohibit

La sexualitat femenina humana abasta una àmplia gamma de comportaments i processos com la identitat sexual femenina, el comportament sexual i, també, els aspectes fisiològics, psicològics, socials, culturals, polítics i espirituals o religiosos de l'activitat sexual. La sexualitat femenina, com a part de la sexualitat humana, també ha tractat els principis ètics, morals i teològics. En totes les cultures i societats històriques existeixen opinions sobre la sexualitat humana, que inclou aspectes tant implícits com explícits, i les manifestacions de la sexualitat i el comportament femenins.
A la majoria de societats hi ha normes legals sobre quin comportament sexual està permès i quin no. La visió de la sexualitat varia entre cultures i els països del món i ha canviat contínuament al llarg de la història. Això, lògicament, també s'ha aplicat en la sexualitat femenina. La sexualitat femenina inclouen qüestions relacionades amb el sexe biològic, la imatge corporal, l'autoestima, la personalitat, l'orientació sexual, els valors i les actituds, els rols de gènere, les relacions,...
Tot i que la majoria de les dones són heterosexuals, hi ha minories significatives que són homosexuals o tenen diferents graus de bisexualitat. Val a dir que les dones bisexuals són més freqüents que els homes bisexuals.

## Fisiològica

### General
L'activitat sexual pot englobar diversos factors d'estimulació sexual, és a dir, d'estimulació fisiològica o estimulació psicològica que inclou les fantasies sexuals, diferents posicions sexuals o l'ús de joguines sexuals. Els jocs sexuals preliminars sovint faciliten l'excitació sexual de les parelles. També és comú que les persones tinguin una relació sexualment satisfeta quan realitzen actes com petonejar-se, tocar-se de forma eròtica o quan s'abracen.

### Orgasme
L'orgasme, o clímax sexual, és la descàrrega sobtada de la tensió sexual acumulada durant el cicle de resposta sexual que dona lloc a contraccions musculars rítmiques a la regió pèlvica amb una sensació intensa de plaer. Hi ha dones que no experimentaen orgasmes durant el coit vaginal.Mayo Clinic afirma: "Els orgasmes varien en intensitat i les dones varien en la freqüència dels seus orgasmes i la quantitat d'estimulació necessària per desencadenar un orgasme". A més a més, algunes dones poden requerir diversos tipus d'estimulació sexual per aconseguir l'orgasme. L'estimulació del clítoris en una còpula normal es produeix quan l'empenta del penis mou la caputxa del clítoris i els llavis menors.
L'orgasme de les dones normalment s'ha dividit en dues categories: orgasmes de clítoris i els vaginals (els del punt G ).
Els més nombrosos són els orgasmes de clítoris. Segons estudis, el 70-80% de les dones requereixen estimulació directa del clítoris per aconseguir un orgasme, malgrat que l'estimulació indirecta del clítoris també pot ser suficient. Aquests tipus d'orgames són més fàcils d'aconseguir perquè el gland del clítoris, o el clítoris en conjunt, té més de 8.000 terminacions nervioses sensorials. Aquestes són tantes (o més en alguns casos) com les que hi ha al penis humà o al gland del penis. Com que el clítoris és l'homòleg al penis, la capacitat de rebre estimulació sexual és la mateixa.
Pel que fa als orgasmes per estimulació vaginal, aquests són més difícils d'aconseguir, però si el punt G s'estimula adequadament pot produir-se una correguda. Amb tot, l'existència del punt G encara està en disputa, ja que la seva ubicació pot variar d'una dona a una altra, sembla inexistent en algunes dones i es planteja la hipòtesi que és una extensió del clítoris i, per tant, són orgasmes experimentats per via vaginal.
Les dones són capaces d'aconseguir orgasmes múltiples perquè, generalment, no requereixen un període de recuperació o període refractari. En canvi, els homes sí que els cal després del primer orgasme. Amb tot, si bé les dones poden experimentar un orgasme addicional, o orgasmes múltiples, algunes fonts afirmen que homes i dones experimenten un període refractari després de l'orgasme i que en el cas de les dones pot ser més petit perquè una estimulació sexual addicional no els produeix excitació.
Els mugrons poden ser sensibles al tacte i, per tant, l'estimulació d'aquest pot provocar l'excitació sexual. Poques dones informen haver experimentat un orgasme per estimulació del mugró. Abans de la investigació de la ressonància magnètica funcional (fMRI) de Komisaruk et al. sobre l'estimulació del mugró el 2011, els informes de dones que aconseguien l'orgasme amb l'estimulació del mugró es basaven únicament en proves anecdòtiques. En canvi, l'estudi de Komisaruk indica que la sensació dels mugrons viatja a la mateixa part del cervell que les sensacions de la vagina, el clítoris i el coll uterí, i que aquests orgasmes són causats per l'estimulació dels mugrons.

## Atracció sexual
De mitjana, les dones solen sentir-se més atretes pels homes que tenen una cintura relativament estreta, un tors en forma de V i espatlles amples. Les femelles també solen sentir-se més atretes pels homes que són més alts que elles i mostren un alt grau de simetria facial, així com un dimorfisme facial relativament masculí. Basant-se en investigacions i enquestes contemporànies, les dones, independentment de la seva orientació sexual, estan tan interessades en l'atractiu físic de la parella com ho estan els homes.

## Control de la sexualitat femenina
Històricament, moltes cultures han subordinat la sexualitat femenina com a la masculina i com una activitat que cal controlar. Pràctiques culturals tradicionals, com la modèstia i la castedat forçades, han tendit a posar restriccions principalment a les dones, sense imposar restriccions similars als homes. Per exemple, va ser un factor regulador per les dones d'estaments elevats a l'antiga Roma mentre la prostitució campava.
Segons la literatura psicoanalítica de Sigmund Freud, el " complex de santes i putes " es produeix quan un home només desitja trobades sexuals amb dones a les quals percep degradades com a "putes" mentre que no pot desitjar sexualment una dona respectable, o sigui "la Madonna".
Algunes pràctiques culturals tradicionals són molt controvertides a Occident. És el cas extrem de la mutilació genital femenina, que es descriu com un intent d'anul·lar completament la sexualitat de les dones. Aquesta pràctica es practica en algunes parts d'Àfrica i l'Orient Mitjà, així com en algunes comunitats d'immigrants dels països occidentals, tot i que és estrictament prohibida. El procediment es realitza normalment en noies joves, abans dels 15 anys.
Altres mètodes emprats per controlar la sexualitat i el comportament femenins inclouen l'amenaça de mort i, en conseqüència, els assassinats d'honor. Aquest assassinats es poden produir per negar-se a unes esposalles o matrimoni concertat, tenir una relació desaprovada pels seus familiars, tenir relacions sexuals fora del matrimoni, ser víctima d'una violació o, fins i tot, vestir-se d'una manera que es consideri inadequada.
Abans de la colonització europea d'Amèrica del Nord, les actituds dels nadius americans pel que fa a la sexualitat femenina eren generalment de ment oberta, especialment per a les dones més joves i solteres. Tanmateix, l'arribada dels europeus,va donar lloc a una mentalitat més rígida per a les dones, principalment a les colònies puritanes.
Després de la colonització europea d'Amèrica del Nord, es va produir la creació dels arquetips afroamericans de la Jezabel i Mammy . La Jezabel es caracteritzava per ser una dona lasciva, temptadora i seductora. En canvi, les Mammy eren figures maternes felices dins de la institució de l'esclavitud, que sempre tenien un somriure a la cara mentre la família blanca ocupava la seva vida i tot el seu món. El film Allò que el vent s'endugué és un cas prou conegut de Mammy: la minyona afroamericana de Scarlett O'Hara, immortalitzada al cinema per Hattie McDaniel, paper que la va convertir en la primera actriu negra en guanyar un Oscar.
En un i l'altre exemple, aquests estereotips justificaven l'esclavitud, la violació i l'abús de dones afroamericanes en el cas de Jezabel, o una dona on la sexualitat no hi té lloc en la ment perquè el seu món està ocupat per la vida dels seus amos blancs.

## Estudis moderns
A l'edat contemporània, els psicòlegs i fisiòlegs van explorar la sexualitat femenina.
Sigmund Freud va proposar la teoria de dos tipus d'orgasmes femenins, "el tipus vaginal i l'orgasme del clítoris". Tanmateix, Masters and Johnson (1966) i Helen O'Connell (2005) rebutgen aquesta distinció.
Ernst Gräfenberg va fer-se famós pels seus estudis sobre els genitals femenins i la fisiologia sexual de les dones. Va publicar, entre altres estudis, el pioner The Role of Urethra in Female Orgasm (1950), que descriu l'ejaculació femenina, així com una zona erògena on la uretra està més propera a la paret vaginal. L'any 1981, els sexòlegs John D. Perry i Beverly Whipple van anomenar aquella zona el punt de Gräfenberg, o punt G, en honor seu. En general, la comunitat mèdica no ha acceptat del tot el concepte del punt G.
Diversos estudis estableixen que, generalment, les dones s'exciten amb estímuls sexuals d'ambdós sexes, mentre que els homes s'exciten més aviat per estímuls del seu sexe preferit. Aquesta diferència és mesura per l'excitació en la resposta genital, la dilatació de la pupil·la i el temps de visualització.

## Visions feministes
A les dècades de 1970 i 1980, les opinions tradicionals occidentals existents sobre la sexualitat femenina van ser qüestionades i reavaluades per la revolució sexual. El moviment feminista i nombroses escriptores van abordar la sexualitat de les dones des d'una perspectiva autocentrada, en lloc de permetre que la sexualitat femenina es definís en termes de sexualitat masculina. Un dels primers llibres de no ficció populars va ser Nancy Friday 's My Secret Garden . Altres escriptores, com Germaine Greer, Simone de Beauvoir i Camille Paglia, van ser especialment influents, tot i que les seves opinions no van ser acceptades universalment. Cap a finals del segle xx, les contribucions europees més significatives a la comprensió de la sexualitat femenina provenen del feminisme psicoanalític francès, amb el treball de Luce Irigaray i Julia Kristeva.
Dins el feminisme contemporani van sorgir nous temes com el lesbianisme i la bisexualitat femenina. El feminisme de la segona onada i el feminisme radical, van associar-se al concepte de lesbianisme polític., de les quals destacaven Sheila Jeffreys i Julie Bindel.
Les actituds feministes envers la sexualitat de les dones han variat al llarg de la història del moviment. En general, les feministes modernes defensen que totes les dones han de tenir accés a l'atenció i l'educació sexuals, i coincideixen en la importància de poder decidir en qüestions de salut reproductiva, especialment pel que fa al control de la natalitat i la planificació familiar. L'autonomia corporal i el consentiment també són conceptes importants en les visions feministes modernes.
En canvi hi ha assumptes més controvertits com la indústria de la pornografia, la representació sexual als mitjans de comunicació i qüestions relacionades amb el consentiment. Aquesta controvèrsia van culminar a finals dels anys setanta i els vuitanta, en el qual es coneixien com els debats feministes sobre el sexe, que van enfrontar el feminisme antipornografia amb el feminisme sexual positiu. Sobre aquests temes, el moviment feminista estava profundament dividit.

## Legislació
Arreu del món hi ha lleis que afecten la sexualitat femenina i les circumstàncies en les quals un individu pot relacionar-se sexualment amb una dona o una nena. Les trobades sexuals forçades solen estar prohibides i alguns països poden sancionar la violació en el matrimoni. Les lleis d'edat del consentiment, varia segons Estats.
En alguns països hi ha lleis contra la pornografia i la prostitució (o alguns aspectes d'aquestes). Les lleis d'algunes jurisdiccions prohibeixen el sexe fora del matrimoni, com ara el sexe prematrimonial o l'adulteri, i els crítics argumenten que, a la pràctica, aquestes lleis s'utilitzen per controlar el comportament de les dones i no dels homes. En algunes jurisdiccions, el càstig per violació és més greu si la dona era verge en el moment del crim, i en alguns sistemes legals un home que viola una dona pot escapar del càstig si s'hi casa.

## Les dones com a responsables de la seguretat sexual
Des de la revolució sexual, els responsables sanitaris han fet campanyes per conscienciar sobre els riscos de les relacions sexuals sense protecció. Si bé els perills del sexe sense protecció inclouen l'embaràs no desitjat, les infeccions de transmissió sexual (ITS), amb el VIH/SIDA el més mortal, l'ús de dispositius anticonceptius (el més fiable són els preservatius ) segueix sent inconsistent.
El masclisme construït socialment pot suggerir que els homes estan constantment interessats en el sexe i que una vegada els homes s'han excitat sexualment, han de ser satisfets amb l'orgasme. Aquest impuls s'entrellaça amb la identitat masculina i, en conseqüència, crea un impuls que, un cop iniciat, és difícil d'aturar. La feminitat construïda socialment podria suggerir la connotació de passivitat. Aquest és un factor que contribueix a que els desitjos sexuals de les dones siguin ignorats en gran manera; com que els homes són considerats incapaços de controlar la seva sexualitat, això pot fer que les dones siguin responsables de fer complir l'ús del preservatiu en lloc de l'home "incontrolable". Alguns estudis argumenten que un factor que contribueix a aquesta divisió de responsabilitat és l'estatus privilegiat del desig masculí en la cultura occidental.
Sobre la responsabilitat en l'ús del preservatiu, hi ha estudis que ho relacionen en que són les dones les que pateixen les possibles conseqüències del sexe sense protecció, ja que generalment són més greus per a elles que per als homes (embaràs, major probabilitat de transmissió d'ITS, etc.) . Les ITS bacterianes, com la clamídia i la gonorrea, mostren que entre les dones les taxes poden ser tres vegades més altes que en els homes a zones dels Estats Units, i que una quarta part dels embarassos als països en desenvolupament i la meitat dels embarassos als Estats Units són no desitjats.
Una altra idea social de la sexualitat és l'imperatiu coital. L'imperatiu coital és la idea que perquè el sexe sigui real, hi ha d'haver coit penis-vaginal. Per a moltes dones, això imposa limitacions a les possibilitats sexuals/ i el preservatiu és vist com un símbol del final de l'experiència sexual. L'acceptació pública de la penetració penis-vagina com a central en una relació sexual es veu reforçada pel focus en l'ús del preservatiu. Aquestes idees, el desig sexual masculí i l'imperatiu coital, combinades amb la construcció social de la feminitat, poden conduir a un desequilibri de poder a l'hora de prendre la decisió d'utilitzar un preservatiu.